# Маслов, Николай Иванович (полный кавалер ордена Славы)
Николай Иванович Маслов (24 декабря 1923, Данково, Воронежская губерния — 17 июля 1967, Подгоренский, Воронежская область) — советский военнослужащий, участник Великой Отечественной войны, полный кавалер ордена Славы, командир отделения разведки 920-го отдельного сапёрного батальона младший сержант.

## Биография
Родился 24 декабря 1923 года в селе Данково (ныне — Каширского района Воронежской области). Окончил 4 класса. Работал в колхозе.
В 1942 году был призван в Красную Армию. В боях Великой Отечественной войны с июня того же года. Боевой путь начал на Ленинградском фронте, был ранен и контужен. С лета 1943 года ефрейтор Маслов был уже разведчиком 920-го отдельного сапёрного батальона.
15 июня — 7 июля 1944 года, накануне Львовско-Сандомирской операции, в составе поисковых групп более 10 раз к переднему краю обороны противника. Обследовал под огнём и нанёс на карту систему заграждений на участке Тростянец — Гнидава, северо-западнее города Тернопль. Добытые сведения позволили командованию своевременно спланировать и провести работы по разграждению и оборудованию проходов для пехоты и танков. С началом операции в составе взвода инженерной разведки продвигался впереди наступающих войск. Лично обнаружил 4 минных поля, прикрывавших передний край обороны противника, и, рискуя жизнью, снял 5 мин новой конструкции. Приказом по войскам 28-го стрелкового корпуса от 24 июля 1944 года ефрейтор Маслов Николай Иванович награждён орденом Славы 3-й степени.
В ночь на 14 сентября 1944 года ефрейтор Маслов в составе разведгруппы перешёл линию фронта близ населённого пункта Каролювка. Разведчики углубились в тыл противника с задачей провести разведку оборонительных рубежей, оборудованных врагом по рекам Бяла и Дунаец. За восемь суток углубились на 40 км, изучили на маршруте систему оборонительных сооружений, обнаружили полевой аэродром врага. При возвращении к своим прорвались с боем через передний край обороны противника. Под огнём врага Маслов вынес раненого товарища и оказал ему первую помощь. Приказом по войскам 60-й армии от 31 октября 1944 года ефрейтор Маслов Николай Иванович награждён орденом Славы 2-й степени.
20-22 апреля 1945 года у города Троппау младший сержант Маслов со своим отделением сделал восемь вылазок к укреплениям врага на подступах к городу. Обнаружил десятки замаскированных дотов, несколько минных полей и мост, подготовленный к взрыву. Проявив инициативу, младший сержант Маслов, командуя отделением, внезапной атакой уничтожил охранение моста, предотвратил его взрыв, перерезав кабели, ведущие к фугасам. Своими действиями создал благоприятные условия для штурма города. При преследовании противника на территории Чехословакии младший сержант Маслов со своим отделением разведал и очистил от мин более 120 км шоссейных дрог ведущих к столице Чехословакии городу Праге. Продвигаясь впереди частей, разведчики первыми вышли на реку Морава. За отвагу и мужество на заключительном этапе войны младший сержант Маслов был награждён орденом Отечественной войны 2-й степени и представлен к награждению орденом Славы.
Указом Президиума Верховного Совета СССР от 15 мая 1946 года за образцовое выполнение заданий командования в боях с немецко-вражескими захватчиками на завершающем этапе Великой Отечественной войны младший сержант Маслов Николай Иванович награждён орденом Славы 1-й степени. Стал полным кавалером ордена Славы.
В 1946 был демобилизован. Вернулся на родину. Жил в посёлке Подгоренский Воронежской области. Работал бурильщиком-взрывником на цементном заводе. Скончался 17 июля 1967 года.
Награждён орденами Отечественной войны 2-й степени, Славы 1-й, 2-й и 3-й степеней, медалями.